# Desire (BZN)
Desire is een album van BZN. Het werd in 1983 op de toen nog gebruikelijke lp en mc uitgebracht, later was het album ook op cd te verkrijgen. Op dit album is ook de top 10-hit Le légionnaire te vinden. Deze hit stond 8 weken in de Top 40, waarvan twee weken op plaats 6. Le Legionnaire is ook in Canada uitgebracht.
Dit album stond 19 weken in de Elpee Top 50, waarvan 2 weken op de tweede plaats. Desire is in Nederland beloond met goud en platina. Het is tevens het laatste reguliere album waarop Anny Schilder staat. Zij werd een jaar later opgevolgd door Carola Smit.
Een nummer op dit album, Break the Wall, is anders gemixt dan de andere en klinkt daardoor ook anders. De stem van Anny Schilder is hierdoor ook moeilijker te herkennen. Veel mensen gingen daarom ook terug naar de platenwinkel, waar ze te horen kregen dat het nummer wel zo hoorde.

## Tracklist
Kant A
1. Le légionnaire [Th. Tol/J. Keizer]
2. They say it's love [Th. Tol/J. Tuijp/C. Tol]
3. Call me [Th. Tol/J. Tuijp/C. Tol]
4. You're here again [Th. Tol/J. Tuijp/C. Tol]
5. So I cry in the falling rain [Th. Tol/J. Tuijp/C. Tol]
6. Dance dance [Th. Tol/J. Tuijp/C. Tol]
Kant B
7. Harbour light [Th. Tol/J. Tuijp/C. Tol]
8. Silvery moon [Th. Tol/J. Tuijp/C. Tol]
9. Lonely nights [Th. Tol/J. Tuijp/C. Tol]
10. Break the wall [Th. Tol/J. Tuijp/C. Tol]
11. Ann-Marie [Th. Tol/J. Tuijp/C. Tol]